# Веле Сракане (Мали Лошињ)
Веле Сракане су насељено место у саставу града Малог Лошиња у Приморско-горанској жупанији, Република Хрватска.

## Географија
Веле Сракане се налазе на истоименом острву Веле Сракане.

## Историја
До територијалне реорганизације у Хрватској насеље се налазило у саставу старе општине Црес-Лошињ.

## Становништво
На попису становништва 2011. године, Веле Сракане су имале 3 становника.